# Цейлон на летних Олимпийских играх 1952
Доминион Цейлон принимал участие в Летних Олимпийских играх 1952 года в Хельсинки (Финляндия) во второй раз за свою историю, но не завоевал ни одной медали.

## Результаты соревнований

### Бокс
Спортсменов — 2
| Спортсмен      | Категория | 1/16                               | 1/8                      | Четвертьфиналы       | Полуфиналы           | Финал                | Место |
| Спортсмен      | Категория | Соперник Результат                 | Соперник Результат       | Соперник Результат   | Соперник Результат   | Соперник Результат   | Место |
| -------------- | --------- | ---------------------------------- | ------------------------ | -------------------- | -------------------- | -------------------- | ----- |
| Лесли Хандунг  | До 51 кг  | Хесус Тельо (MEX) Поб. 2:1         | Дай Дауэр (GBR) Пор. 0:3 | Завершил выступление | Завершил выступление | Завершил выступление | 9     |
| Бэзил Хенрикус | До 60 кг  | Роберт Бикл (USA) Пор. TKO 2 раунд | Завершил выступление     | Завершил выступление | Завершил выступление | Завершил выступление | 17    |

### Лёгкая атлетика
Мужчины
| Дисциплина      | Спортсмен                 | Квалификация | Квалификация | Финал                | Финал                |
| Дисциплина      | Спортсмен                 | Результат    | Место        | Результат            | Место                |
| --------------- | ------------------------- | ------------ | ------------ | -------------------- | -------------------- |
| Прыжки в высоту | Нагалингам Этирвирасингам | 1 м 84 см    | 29           | Завершил выступление | Завершил выступление |

### Плавание
Мужчины
| Дистанция             | Спортсмен     | Предварительный раунд | Предварительный раунд | Полуфинал            | Полуфинал            | Финал                | Финал                |
| Дистанция             | Спортсмен     | Результат             | Место                 | Результат            | Место                | Результат            | Место                |
| --------------------- | ------------- | --------------------- | --------------------- | -------------------- | -------------------- | -------------------- | -------------------- |
| 100 м вольным стилем  | Джеффри Маркс | 1:04,1                | 54                    | Завершил выступление | Завершил выступление | Завершил выступление | Завершил выступление |
| 400 м вольным стилем  | Джеффри Маркс | 5:15,2                | 43                    | Завершил выступление | Завершил выступление | Завершил выступление | Завершил выступление |
| 1500 м вольным стилем | Джеффри Маркс | 20:59,4               | 30                    |                      |                      | Завершил выступление | Завершил выступление |

### Прыжки в воду
Мужчины
| Дисциплина        | Спортсмен  | Квалификация | Квалификация | Квалификация | Квалификация | Квалификация | Квалификация | Квалификация | Финал                  | Финал                  | Финал                  | Финал                  | Финал                  | Результат              | Место |
| Дисциплина        | Спортсмен  | 1            | 2            | 3            | 4            | 5            | 6            | Итого        | 1                      | 2                      | 3                      | 4                      | Итого                  | Результат              | Место |
| ----------------- | ---------- | ------------ | ------------ | ------------ | ------------ | ------------ | ------------ | ------------ | ---------------------- | ---------------------- | ---------------------- | ---------------------- | ---------------------- | ---------------------- | ----- |
| Трамплин, 3 метра | Аллан Смит | 8.85         | 8.84         | 11.21        | 6.36         | 11.00        | 8.74         | 55.00        | Не прошёл квалификацию | Не прошёл квалификацию | Не прошёл квалификацию | Не прошёл квалификацию | Не прошёл квалификацию | Не прошёл квалификацию | 31    |